# Норгино
Норгино (вепс. Norj) — деревня в Винницком сельском поселении Подпорожского района Ленинградской области.

## История
НОРГИНО (КОРГИНО) — деревня при реке Ояти, число дворов — 13, число жителей: 30 м. п., 25 ж. п.; Все чудь. Часовня православная. 

ЧУР-ПОРОГ (НОРГИНО) — деревня при реке Ояти, число дворов — 2, число жителей: 4 м. п., 3 ж. п.; Все чудь. (1873 год)

Деревня административно относилась к Шапшинской волости 2-го стана Лодейнопольского уезда Олонецкой губернии.

НОРГИНА — деревня Скаминского сельского общества при реке Ояти, население крестьянское: домов — 37, семей — 37, мужчин — 66, женщин — 76, всего — 142; лошадей — 29, коров — 41, прочего — 78. (1905 год)

С 1917 по 1919 год деревня входила в состав Скалинского сельсовета Шапшинской волости Лодейнопольского уезда Олонецкой губернии.
С 1919 года в составе Никулинского сельсовета.
С 1921 года в составе Ярославского сельсовета.
С 1922 года в составе Ленинградской губернии.
С 1923 года в составе Винницкого сельсовета.
С 1926 года в составе Кузренского сельсовета Винницкой волости.
С 1927 года в составе Винницкого района.
С 1928 года вновь в составе Ярославского сельсовета.
В 1930-е годы в деревне был организован колхоз «Красный ураган». После укрупнения 1950 года — «имени Кирова».
Согласно карте Ленинградской области Северо-западного аэрогеодезического треста ГГУ издания 1932 года деревня насчитывала 21 крестьянский двор.
По данным 1933 года деревня называлась Наргино и входила в состав Ярославского вепсского национального сельсовета Винницкого национального вепсского района.
Согласно областным административным данным деревня называлась также Палгозеро.

Деревня Норгино на карте 1940 года

Согласно топографической карте РККА 1940 года Норгино входило в куст деревень Ярославичи.
С 1963 года в составе Лодейнопольского района.
С 1965 года в составе Подпорожского района. В 1965 году население деревни составляло 123 человека.
По данным 1966, 1973 и 1990 годов деревня Норгино также входила в состав Ярославского сельсовета.
В 1997 году в деревне Норгино Ярославской волости проживали 59 человек, в 2002 году — 47 человек (русские — 38 %, вепсы — 56 %).
В 2007 году в деревне Норгино Винницкого СП проживали 50 человек.

## География
Деревня расположена в юго-западной части района на автодороге 41К-016 (Станция Оять — Плотично).
Расстояние до административного центра поселения — 18 км.
Расстояние до ближайшей железнодорожной станции Подпорожье — 102 км.
Деревня находится на правом берегу реки Оять.

## Демография
| 1873 | 1905 | 1965 | 1997 | 2007 | 2010 | 2017 |
| ---- | ---- | ---- | ---- | ---- | ---- | ---- |
| 55   | ↗142 | ↘123 | ↘59  | ↘50  | ↘35  | ↗37  |

### Национальный состав
Согласно данным Всероссийской переписи населения 2021 года в деревне проживали 11 человек, все русские.

## Улицы
Набережная, Оятский переулок, Придорожная, Совхозная.